# Stadler Metelitsa
| Stadler Metelitsa                   | Stadler Metelitsa | Stadler Metelitsa | Stadler Metelitsa |
| ----------------------------------- | ----------------- | ----------------- | ----------------- |
| Prototyp В853 an der InnoTrans 2014 |                   |                   |                   |
| Betreiber:                          |                   | TCC               |                   |
| Stadt:                              |                   | St. Petersburg    | Cochabamba        |
| Bauartbezeichnung:                  | B85300M           | B85600M           |                   |
| Anzahl:                             | 1                 | 23                | 12                |
| Baujahre:                           | 2014              | 2017–2019         | ab 2012           |
| Achsformel:                         | Bo’2Bo’           | Bo’Bo’Bo’Bo’      |                   |
| Anzahl Module:                      | 3                 | 3                 | 3                 |
| Spurweite:                          | 1524 mm           | 1524 mm           | 1435 mm           |
| Ein-/Zweirichtungsfahrzeug:         | ⇄                 | ⇄                 | ⇄                 |
| Länge über Kupplung:                | 26,715 m          | 33,45 m           | 33 m              |
| Breite:                             | 2,5 m             | 2,5 m             | 2,5 m             |
| Höhe über Dachgeräte:               | 3,482             | 3,57 m            | 3,6 m             |
| Achsstand:                          | 1800 mm           | 1800 mm           |                   |
| Dienstmasse:                        | 37,7 t            |                   |                   |
| Höchstgeschwindigkeit:              | 70 km/h           | 70 km/h           | 80 km/h           |
| Dauerleistung:                      | 4 × 105 kW        | 8 × 65 kW         | 420 kW            |
| Anfahrzugkraft:                     | 60 kN             | 120 kN            |                   |
| Treibraddurchmesser (neu):          | 610 mm            | 610 mm            |                   |
| Stromsystem:                        | 400–720 V =       | 400–720 V =       |                   |
| Sitzplätze                          | 58                | 66                | 200               |
| Stehplätze (5 Pers./m²):            | 181               | 256               | 200               |
| Fußbodenhöhe Einstieg: im Wagen:    | 370 mm 470 mm     |                   |                   |
| Anzahl Außentüren:                  | 4 je Seite        | 5 je Seite        | 5 je Seite        |
| Quelle:                             | [ 1 ]             | [ 2 ]             | [ 3 ]             |

Der Metelitsa (russ. Метелица für Schneesturm, auch russ. Bezeichnung des Märchens Frau Holle der Gebrüder Grimm) ist eine für den russischen Markt entwickelte Straßen- und Stadtbahnwagenbaureihe des Herstellers Stadler Rail. Die Niederflurfahrzeuge zeichnen sich durch klassische Drehgestelle aus, die komfortable Laufeigenschaften, einen geringen Wartungsaufwand und eine Höchstgeschwindigkeit bis zu 80 km/h erlauben.

## Technik

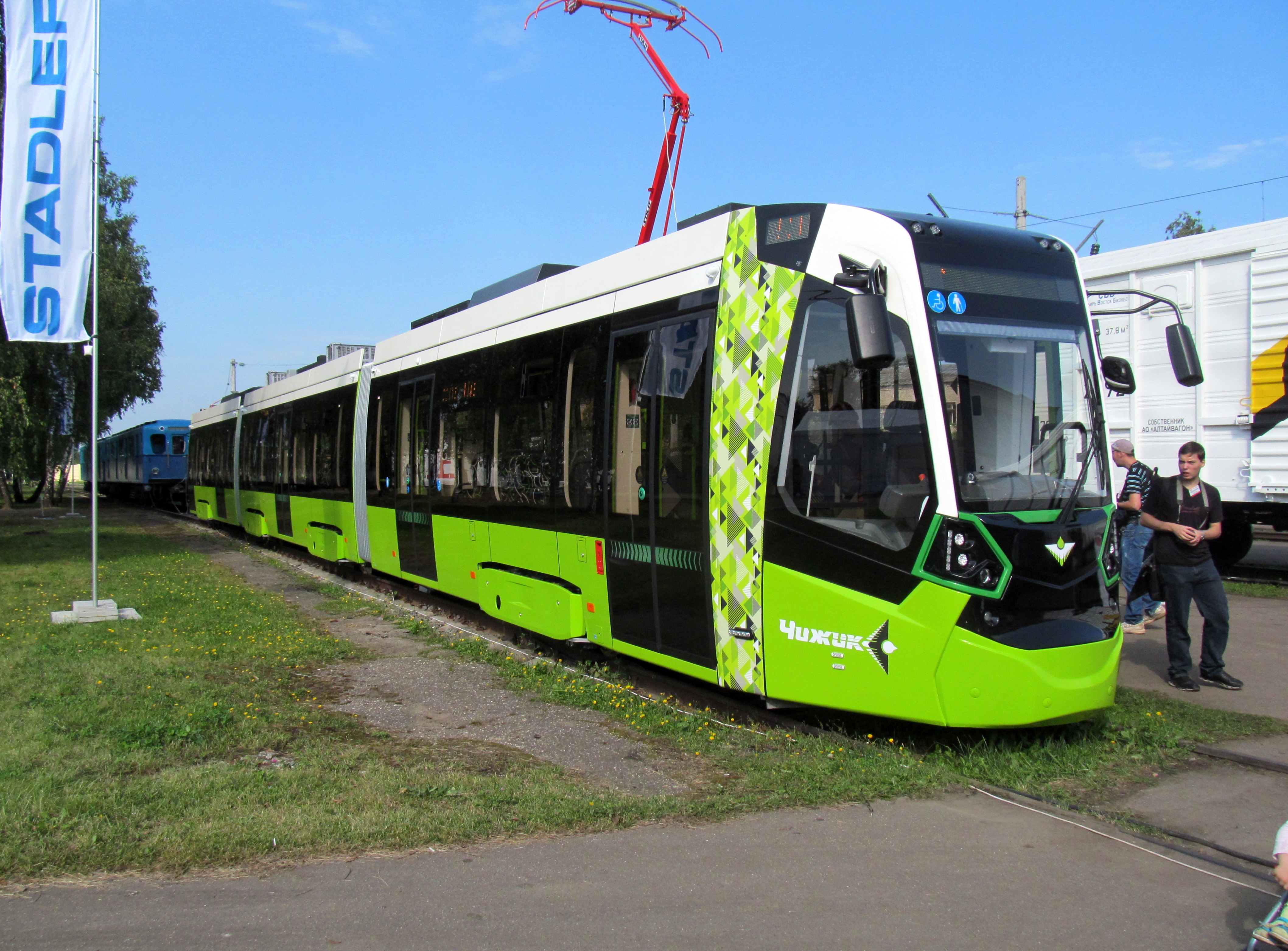
St. Petersburger Metelitsa 85600M bei der Schienenfahrzeugmesse Expo 1520 in Moskau, September 2017

Die zwei- bis siebenteiligen, niederflurigen Straßenbahntriebwagen Metelitsa sind als Ein- oder Zweirichtungsfahrzeug mit flexibler Anordnung der Einstiegstüren lieferbar. Die vom Stadler-Werk Minsk entwickelten Fahrzeuge sind durchgehend niederflurig und laufen größtenteils auf echten Drehgestellen mit an der Seite längs angeordneten Motoren. Der Prototyp verfügt in der Mitte über ein Laufwerk, welches nur um 1° ausdrehbar ist. Sie sind für kontinentales Klima mit einem Temperaturbereich von −40 bis +40 Grad Celsius ausgelegt und klimatisiert. Die Führerkabine besteht aus einem tragenden Stahlgerippe und einer Verkleidung aus Fiberglas. Auf Wunsch des Kunden kann sie die Anforderungen der Crashnorm EN 15227 erfüllen. Die Beplankung des Wagenkastens mit Aluminiumblechen kann nach Kollisionen mit Straßenfahrzeugen leicht ausgewechselt werden. Jeder der luftgekühlten Motoren ist mit einem eigenen Stromrichter mit IGBT-Transistoren ausgestattet.

## Kunden und Betreiber

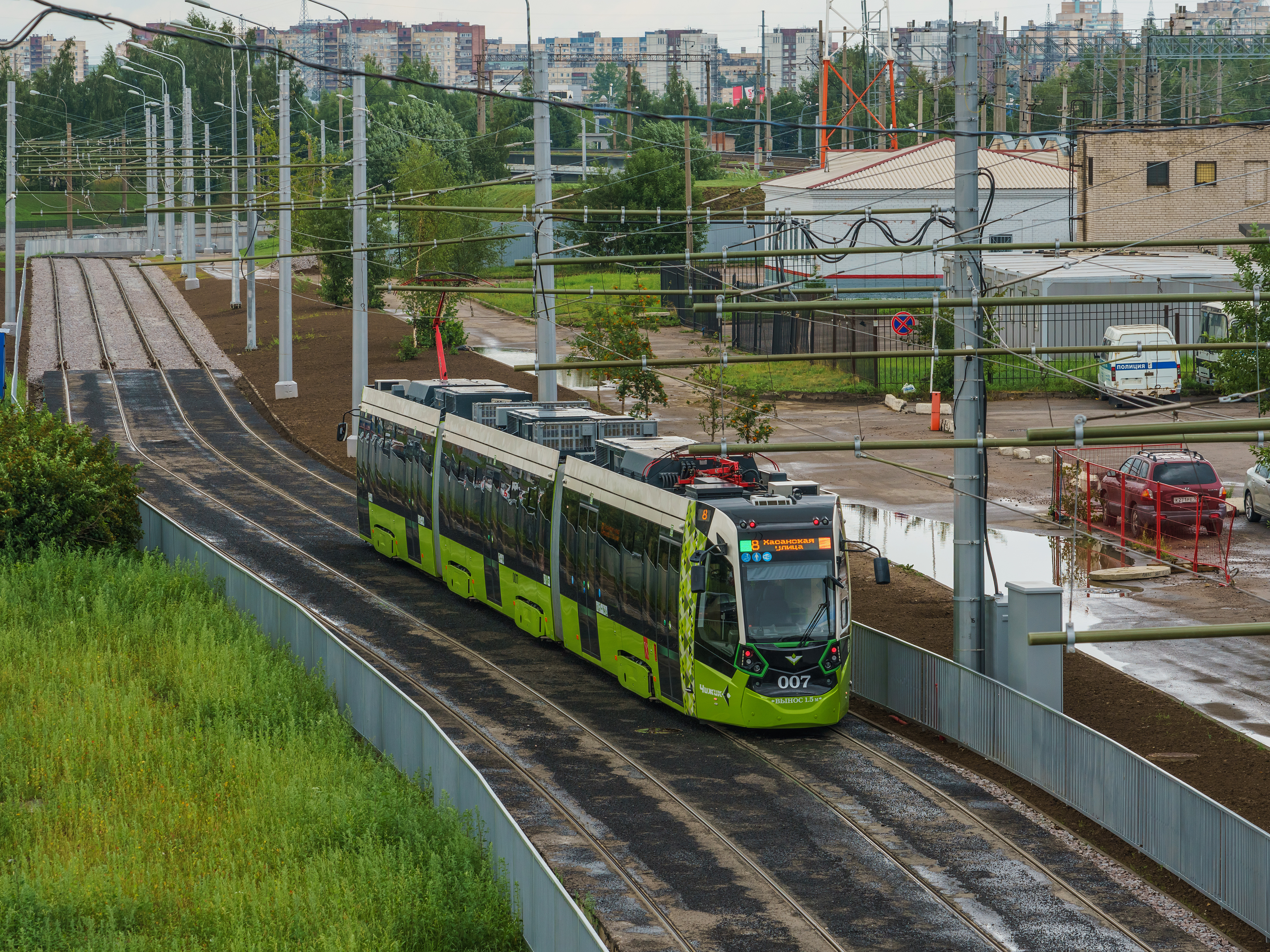
Die Wagen der privaten Transportnaja Konzessionaja Kompanija werden Tschischik (slawische Verkleinerungsform für Erlenzeisig (Spinus spinus)) genannt. „Tschischik“ 7 in der Nähe des Bahnhofs Ladoga in St. Petersburg

### St. Petersburg
Nachdem der Prototyp B85300M anlässlich der Eishockey-WM 2014 in Minsk präsentiert wurde und anschließend für Vorführfahrten in mehreren russischen Städten unterwegs war, bestellte die Transportnaja Konzessionaja Kompanija (TKK) als Erstkunde im August 2016 23 Zweirichtungsfahrzeuge B85300M für ihr Straßenbahnnetz östlich von St. Petersburg. Gebaut werden die Wagen größtenteils im belarussischen Werk Minsk. Der Standort litt an fehlender Auslastung, weil wegen des Verfalls der Erdöl- und Erdgaspreise die Devisen für neue Schienenfahrzeuge fehlten. Die dreiteiligen für den Krasnogwardeiski Rajon bestimmten B85600M verfügen über ein gegenüber den Prototypen verlängertes Mittelmodul und weisen eine 2 + 2-Sitzanordnung auf. Der Vertrag umfasste auch die Schulung von Fahrern, Ausbildern und Wartungspersonal. Der Auftrag wird innerhalb von zwei Jahren abgewickelt. Die Fertigstellung der ersten Züge erfolgte Ende Juli 2017. Stadler ist während der ersten fünf Betriebsjahre auch die gesamte Wartung der Wagen zuständig.

### Ostrava
Im Jahr 2016 bekam Stadler von der tschechischen Stadt Ostrava den Auftrag zur Lieferung von 40 normalspurigen Niederflureinheiten. Während in tschechischen Medien von Fahrzeugen des für russische Breitspur entwickelten Typs Metelitsa berichtet wurde, spricht Stadler vom „adaptierten Typ Tango“ und betont die technische Verwandtschaft der beiden Fahrzeugtypen. Bei der Festlegung der Bezeichnung könnten auch politische Gründe eine Rolle gespielt haben.

### Cochabamba

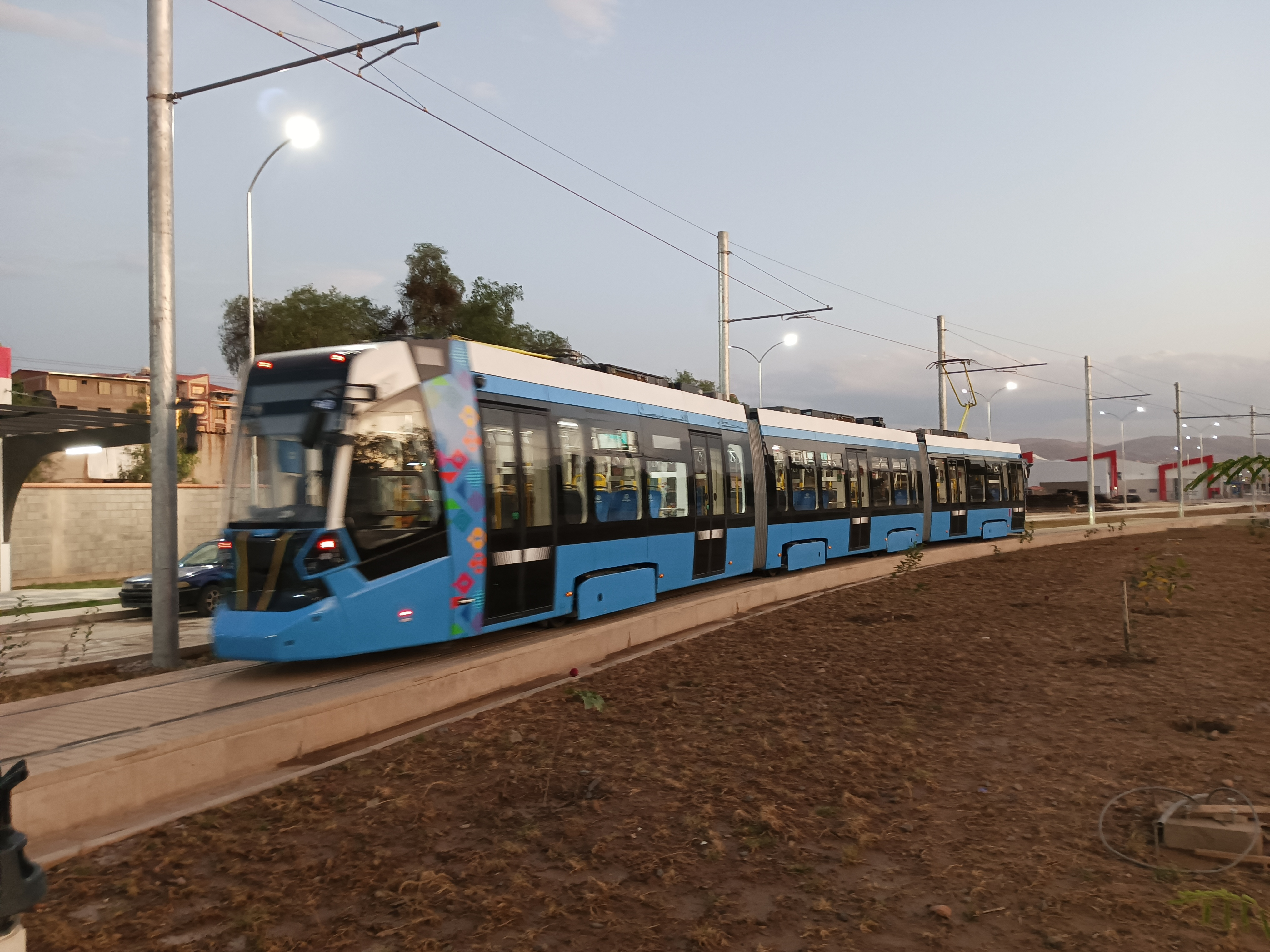
Stadler B85601M

Ab 2018 bestellte die Asociación Accidental Tunari, ein Konsortiums des spanischen Bauunternehmens Joca und dem Schweizer Bahnunternehmen Molinari Rail zwölf Metelitsa-Straßenbahnwagen für das Stadtbahnsystem Cochabamba, das beide Unternehmen bis 2020 fertigstellen wollten. Pandemiebedingt verzögert sich das Projekt um rund ein Jahr. Die dreiteiligen, 33 Meter langen Zweirichtungsfahrzeuge werden auf einem 42 Kilometer langen Netz mit 43 Haltestellen verkehren. Ein erster Teil mit 22 Kilometer Länge wurde am 13. September 2022 eingeweiht. Die Auslieferung der Fahrzeuge begann im August 2019, Stadler wird bis 2023 Unterhalt und Wartung übernehmen.

### Mailand
Die für diesen Fahrzeugtyp entwickelten Drehgestelle werden auch beim Tramlink für die Straßenbahn Mailand verwendet.